# Криводзьоб північний
Криводзьоб північний (Oncostoma cinereigulare) — вид горобцеподібних птахів родини тиранових (Tyrannidae). Мешкає в Центральній Америці і Мексиці.

## Поширення і екологія
Північні криводзьби поширені від мексиканського штату Веракрус через Центральну Америку до західної Панами. Вони живуть в сухих і вологих рівнинних тропічних лісах і чагарникових заростях. Зустрічаються на висоті до 1450 м над рівнем моря.